# Letter to You
Letter to You é o vigésimo álbum de estúdio do músico de rock americano Bruce Springsteen, previsto para ser lançado em 23 de outubro de 2020 pela gravadora Columbia. É a primeira colaboração de Springsteen com a E Street Band desde seu álbum de 2014, High Hopes.

## Gravação e lançamento
Bruce gravou o disco em seu estúdio caseiro com a E Street Band em quatro dias em novembro de 2019. De acordo com ele, todas as faixas foram gravadas ao vivo em estúdio sem overdubs. Das doze canções presentes, três delas são resgatadas de meados de 1972, escritas durante as gravações de seu primeiro álbum, Greetings from Asbury Park, N.J., lançado em janeiro de 1973: "Janey Needs a Shooter", "Song for Orphans" e "If I Was a Priest". Esta última nunca foi lançada por Springsteen, porém já foi adaptada por Allan Clarke na década de 70.
Os músicos planejavam uma turnê no início de 2021 para divulgar o álbum, porém foram adiados devido a pandemia de COVID-19. A capa é uma fotografia tirada por Danny Clinch enquanto Springsteen andava nas ruas de Nova Iorque no fim de 2018. 
O single "Letter to You" foi lançado acompanhado de um videoclipe assim que o álbum foi anunciado, em 10 de setembro de 2020. 14 dias depois, "Ghosts" foi o segundo single e videoclipe a ser lançado.

## Faixas
| N.º | Título                        | Duração |  |
| 1.  | "One Minute You're Here"      | 2:57    |  |
| 2.  | "Letter to You"               | 4:55    |  |
| 3.  | "Burnin' Train"               | 4:03    |  |
| 4.  | "Janey Needs a Shooter"       | 6:49    |  |
| 5.  | "Last Man Standing"           | 4:05    |  |
| 6.  | "The Power of the Prayer"     | 3:36    |  |
| 7.  | "House of a Thousand Guitars" | 4:30    |  |
| 8.  | "Rainmaker"                   | 4:56    |  |
| 9.  | "If I Was the Priest"         | 6:50    |  |
| 10. | "Ghosts"                      | 5:54    |  |
| 11. | "Song for Orphans"            | 6:13    |  |
| 12. | "I'll See You in My Dreams"   | 3:29    |  |

## Paradas e posições

### Fim de Ano
| País/Parada (2020)                            | Posição fixada |
| --------------------------------------------- | -------------- |
| Austrália (ARIA)                              | 48             |
| Áustria (Ö3 Austria)                          | 5              |
| Bélgica (Ultratop Flandres)                   | 17             |
| Bélgica (Ultratop Valônia)                    | 42             |
| Países Baixos (Album Top 100)                 | 18             |
| França (SNEP)                                 | 102            |
| Irlanda (IRMA)                                | 9              |
| Itália (FIMI)                                 | 19             |
| Espanha (PROMUSICAE)                          | 13             |
| Suécia (Sverigetopplistan)                    | 41             |
| Suíça (Schweizer Hitparade)                   | 4              |
| Reino Unido (UK Albums Chart)                 | 31             |
| Estados Unidos (Billboard Top Rock Albums)    | 48             |
| País/Parada (2021)                            | Posição fixada |
| Belgica (Ultratop Flandres)                   | 154            |
| Alemanha (Offizielle Top 100)                 | 73             |
| Espanha (PROMUSICAE)                          | 90             |
| Suíça (Schweizer Hitparade)                   | 67             |
| Estados Unidos (Billboard US Top Rock Albums) | 63             |

## Créditos
- Bruce Springsteen - vocais, guitarra, produção
- Steven Van Zandt - guitarra
- Roy Bittan - teclado
- Max Weinberg - bateria
- Garry Tallent - baixo
- Nils Lofgren - guitarra
- Patti Scialfa - guitarra, vocais de apoio
- Jake Clemons - saxofone
- Charles Giordano - órgão
- Ron Aniello - produção
- Bob Clearmountain - mixagem
- Bob Ludwig - masterização
- Danny Clinch - fotografia